# کلویتس ۸۸۲۷
سیارک ۸۸۲۷ (به انگلیسی: 8827 Kollwitz، نامگذاری:1988PO2) هشت هزار و هشتصد و بیست و هفتمین سیارک کشف شده‌است که در ۱۳ اوت ۱۹۸۸ کشف شد.
قدر مطلق سیارک برابر ۱۵٫۲۰ است.